# 約洛艾金
約洛艾金（西班牙語：Yoloaiquín）是薩爾瓦多的城鎮，位於該國東北部，由莫拉桑省負責管轄，面積13.51平方公里，海拔高度724米，2007年人口3,613，人口密度每平方公里267.43人。
13°46′N 88°09′W / 13.767°N 88.150°W